# Scaptodrosophila ebenea
Scaptodrosophila ebenea är en tvåvingeart som först beskrevs av Graber 1957.  Scaptodrosophila ebenea ingår i släktet Scaptodrosophila och familjen daggflugor.
Artens utbredningsområde är Kongo-Kinshasa. Inga underarter finns listade i Catalogue of Life.